# Гаві Оу
Оу Гуньї (спрощена кит.: 欧泓奕; традиційна кит.:歐泓奕; піньїнь: Ōu Hóngyì; IPA: ə̄u xʷúŋì), також відома під своїм англійським ім’ям Гаві Оу — китайська екологічна активістка, яка організувала шкільний страйк за клімат у Гуйліні на півдні Китаю, закликаючи до рішучіших дій щодо обмеження викидів парникових газів Китаєм і, отже, зміни клімату.

## Біографія
Активність Оу почалася після того, як вона переконала своїх батьків, обох викладачів університету, прийняти кілька заходів приватного життя, щоб зменшити власний вуглецевий слід. Наприкінці травня 2019 року, у віці 16 років, вона влаштувала шкільний страйк за клімат, тримаючи на кілька днів саморобні банери перед ратушею в Гуйліні, щоб закликати до негайних посилених заходів щодо зміни клімату. Ґрета Тунберг сказала, що вона «справжній герой», потім влада сказала, що вона повинна зупинитися через відсутність дозволу. Її обліковий запис WeChat було заблоковано. У вересні 2019 року Оу організувала акцію «Рослина на виживання». На свої кишенькові гроші вона купила дерева і посадила їх навколо Гуйліня. Їй не дозволили повернутися до школи, доки вона займається кліматичною активністю.
У 2019 році молодіжна активістська група Повстання Землі (Earth Uprising) запропонувала її для участі в саміті ООН з питань клімату 2019 року в Нью-Йорку.
У 2020 році Китай зобов’язався зробити нульові викиди до 2060 року, але продовжував будувати вугільні електростанції.
Оу підтримує зв'язок з екологічним активістом Чжао Цзясінем. Після того, як її та трьох інших активістів затримали після мовчазного протесту перед Шанхайським виставковим центром у вересні 2020 року, Грета Тунберг назвала її «неймовірно хороброю». Вона та її батьки стали вегетаріанцями.
У Лозанні (Швейцарія) Оу розпочала голодування на площі Палуд 19 квітня 2021 року на знак протесту проти свого 60-денного ув’язнення та штрафу в 1200 швейцарських франків за протест проти розширення швейцарцями виробництва вапнякового кар’єру на пагорбі Мормонт Французькою цементною компанією LafargeHolcim.

## Зовнішні посилання
- Повстання Землі [Архівовано 8 травня 2022 у Wayback Machine.]